# فریدون عسگرزاده
فریدون عسگرزاده یک بازیکن و مربی فوتبال بازنشسته ایرانی است.

## دوران بازیکنی
وی سابقه بازی در تیم‌های مطرح تاج و شاهین تهران را دارد.

## دوران مربی‌گری
وی سابقه مربی‌گری در تیم‌های هما تهران، استقلال تهران و تیم ملی امید فوتبال ایران را دارد.
وی تیم هما را در لیگ تخت جمشید و تیم کشاورز را در لیگ آزادگان مربی‌گری کرده است. در دهه ۶۰ خورشیدی بارها با تیم‌های ملی رده‌های مختلف سنی ایران همکاری کرد و در سال ۱۳۶۴ تیم الف ایران را در مسابقات جام فجر هدایت کرد.

## افتخارات

### به عنوان مربی

##### هما
- جام باشگاه‌های تهران: ۱۳۵۲

##### سپیدرود
- جام بین‌المللی آقاخان بنگلادش: ۱۳۵۶